# Mesnil-la-Comtesse
Mesnil-la-Comtesse település Franciaországban, Aube megyében. Lakosainak száma 56 fő (2022. január 1.). Mesnil-la-Comtesse Saint-Nabord-sur-Aube és Vaupoisson községekkel határos.

## Népesség
A település népessége az elmúlt években az alábbi módon változott:
| Lakosok száma | 59   | 53   | 46   | 41   | 34   | 41   | 45   | 47   | 50   | 56   |
|               | 1968 | 1982 | 1990 | 2006 | 2013 | 2015 | 2017 | 2019 | 2020 | 2022 |